# Johan Klingborg

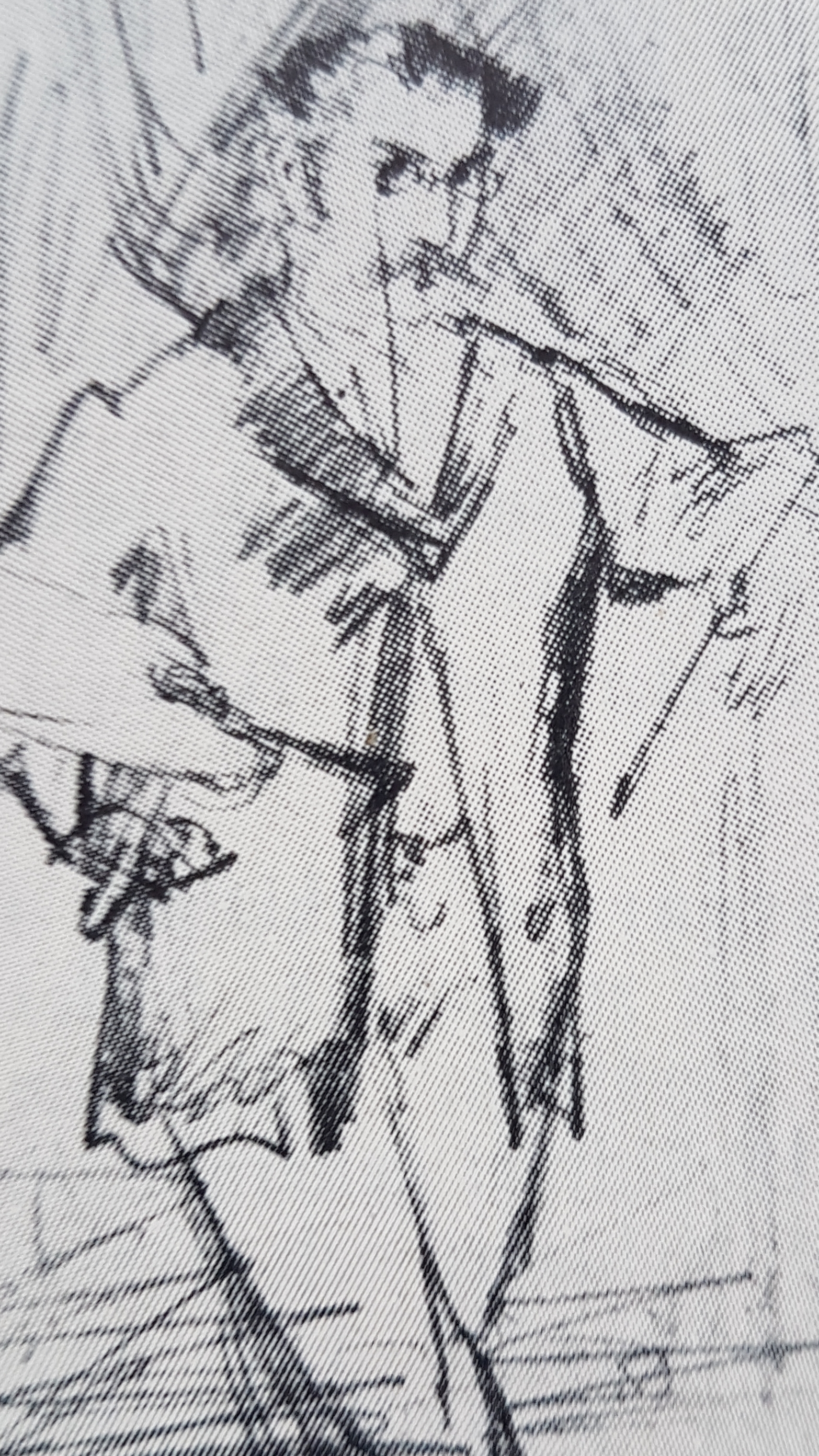
Selbstbildnis

Johan Nilsson Klingborg (* 13. April 1851 in Blentarp, Schonen, Schweden; † 1931 in Lund, Schonen, Schweden) war ein schwedischer Volksschullehrer sowie Historien-, Porträt- und Landschaftsmaler.

## Leben
Klingborg, das Kind einer schonischen Bauernfamilie, absolvierte bis 1872 eine Ausbildung als Volksschullehrer am Volksschulseminar in Lund. Im selben Jahr wurde er als Volksschullehrer in Naffentorp bei Malmö angestellt, wo seine spätere Frau als Lehrerin arbeitete. Während seiner Zeit in Naffentorp malte er mehrere Porträts von Menschen aus der Gegend, die so gut geraten waren, dass man ihm riet, Kunst zu studieren. Mit finanzieller Unterstützung schonischer Adeliger bekam er 1873 die Gelegenheit, Aquarell bei Egron Lundgren und Johan Christoffer Boklund an der Kunstakademie Stockholm sowie Perspektivtheorie bei Nils Mansson Mandelgren (1813–1899) zu studieren. Durch Vermittlung eines Förderers, der der Königinwitwe Josephine einige seiner Gemälde gezeigt hatte, erhielt er ein Stipendium, um privat bei Bengt Nordenberg in Düsseldorf sowie von 1875 bis Pfingsten 1876 an der Kunstakademie Düsseldorf bei Andreas Müller und Heinrich Lauenstein Malerei zu studieren. Später erhielt er ein weiteres Stipendium von König Oskar II., um sich in München in der Historienmalerei zu vervollkommnen. 1888 erkrankte er dort, so dass er seine künstlerische Laufbahn beenden musste. Die letzten Jahrzehnte seines Lebens verbrachte er in der Pflege des Sankt-Lars-Krankenhauses, einer psychiatrischen Klinik in Lund.
Für die Kirche von Sällstorp bei Varberg malte er die Himmelfahrt Christi. Weitere seiner religiösen Gemälden sind Der Kuss des Judas, Ecce homo und Die Tochter der Herodias. Außerdem malte er schonische Landschaften in Öl oder Aquarell. Als Zeichner schuf er altnordische Motive sowie die Illustrationen Lycksalighetens ö (Die Insel des Glücks), Kung Fjalar (König Fjalar) und Ragnar Ladbrok. Klingborg ist im Museum Malmö mit einer großen Sammlung von Aquarellen und Zeichnungen vertreten.